# La Bonne Nouvelle
Pour les articles homonymes, voir Bonne-Nouvelle.
Pour plus de détails, voir Fiche technique et Distribution.
La Bonne Nouvelle est un court métrage français réalisé par André Weinfeld en 1974.

## Synopsis
Jérôme, un jeune garçon, découvre avec jubilation les troublants plaisirs de l'amour et de la chair... 40 ans plus tard, il se penche à nouveau vers ses souvenirs d'enfance.

## Fiche technique
- Réalisation et scénario : André Weinfeld
- Image : Yves Lafaye
- Musique : Matthieu Chabrol
- Producteurs : André Weinfeld et Claude Zidi
- Société de distribution : Warner Bros.
- Langue : français
- Genre : court métrage
- Durée : 20 min
- Date de sortie : 1974

## Distribution
- Thomas Chabrol : Jérôme
- Claude Chabrol : le curé
- Mary Marquet : la tante
- Marie Marczack : la confiseuse
- Christine Boisson : Florence
- Christian Rist : le fiancé
- Michel Duchaussoy : Jérôme à 30 ans
- Daniel Prévost : Albert
- Louise Chevalier : Louise
- Marie-Hélène Blot
- Diana Christie
- Marie Francey
- Esther Kamatari

## Distinctions
- Meilleur court-métrage au Festival du film de Londres 1976.